# Carticasi
Carticasi település Franciaországban, Haute-Corse megyében. Lakosainak száma 25 fő (2022. január 1.). Carticasi Bustanico, Cambia, Carcheto-Brustico, Piedipartino, Pie-d’Orezza, Rusio és Sermano községekkel határos.

## Népesség
A település népességének változása:
| Lakosok száma | 68   | 21   | 18   | 30   | 34   | 32   | 27   | 26   | 25   | 25   |
|               | 1968 | 1982 | 1990 | 2006 | 2013 | 2015 | 2017 | 2019 | 2020 | 2022 |